# Мигай Сергій Іванович
Мигай Сергій Іванович (18 (30) травня 1888 Могильов — 8 грудня 1959 Москва) — російський і радянський співак (баритон). Народний артист РРФСР (1939).

## Біографія
У 1911 році закінчив Одеське музичне училище, учень Юлії Рейдер. Соліст Большого театру в 1911—1924 роках, в 1924—1927 роках — Ленінградського театру опери та балету. З 1927 року суміщав виступи в обох містах.
З 1941 року був солістом Всесоюзного радіокомітету.
З 1948 року перейшов до викладання в Московській державній консерваторії.
Нагороджений 2 орденами Трудового Червоного Прапора і медалями.